# Isza
Isza – modlitwa muzułmańska (salat), piąta w ciągu doby, odmawiana w nocy. Obejmuje cztery obowiązkowe rakaty (zwrotki). Jest odmawiana w identyczny sposób, co zuhr lub asr. Jak każda modlitwa salatu rozpoczyna się od oczyszczenia i intencji. Po tej modlitwie można odmówić modlitwę błagalną (witr), składającą się z dwóch rakatów.